# Батарейний панцерник

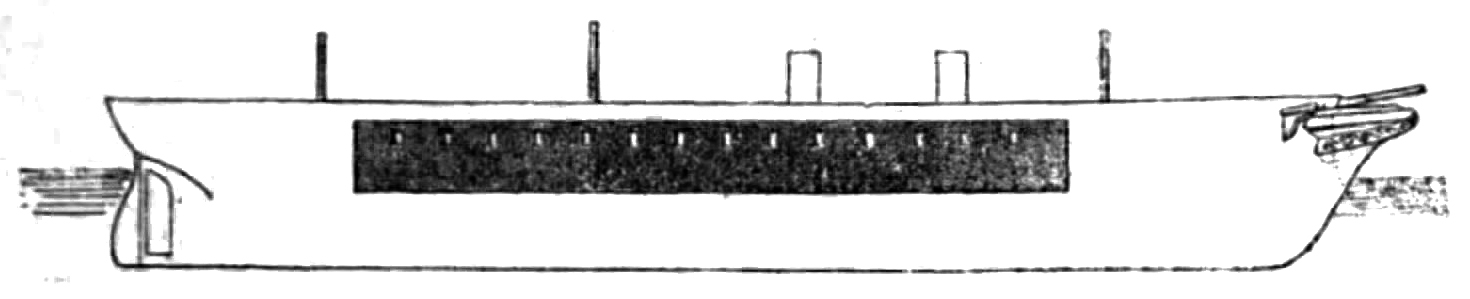
HMS Warrior (1860), з броньованою цитаделлю

Батарейний панцерник — панцерний корабель з центральним розташуванням головного озброєння, які з'явилися у другій половині 19-го століття; це була перехідна схема від бортового розташування гармат до баштового.

## Опис
З першої появи артилерії на військових кораблях на початку періоду Тюдорів до середини 19-го століття, бойові кораблі мали гармати на кількох батарейних палубах з обох бортів. Більші кораблі несли більшу кількість великих гармат, кульмінацією такого розвитку стали лінійні кораблі, які несли по 140 дульнозарядних гладкоствольних гармат, 70 з кожного борту.
З появою парової тяги та сталевої броні, а також з появою великих гармат, лінійні кораблі першої лінії з 1860 р. могли нести кілька важких гармат по бортах. Першим панцерником з бортовим розташуванням гармат, який надійшов до Королівських ВМС, став «Warrior»: він мав невелику кількість гармат у порівнянні з дерев'яними кораблями, які будували до цього, але який міг зруйнувати будь-який з них або усі в бою. Warrior мав по дванадцять гармат на борт. З розвитком гармат, які ставали все важчими, бойові кораблі могли нести все менше гармат. Врешті батарейні панцерники могли нести десять або дванадцять важких гармат.

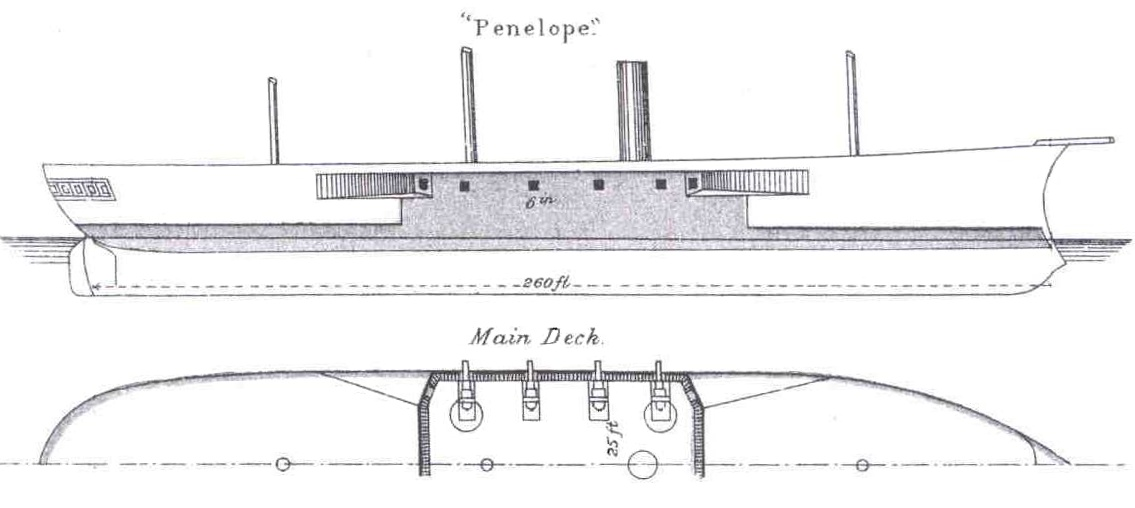
HMS Penelope (1867), з батарейною артилерією

Корабель у морі рухається у відповідь на хвилі, з якими він стикається, тому ніс і корма рухаються швидше, ніж центр. Тому в бойовому кораблі, де встановлено декілька гармат, є сенс встановити їх у центрі, який рухається повільно. Установка артилерії в центрі дає змогу бронювати центральну частину навколо гармат, а також двигуни та центральний пост. Тому відпала потреба у бронюванні носа та корми або надбудов, або димових труб. Центральне розташування гармат має сильне бронювання і відоме як батарейне.
Близькими до батарейних панцерників були броненосні плавучі батареї («Кремль», «Не тронь меня», «Первенец»). Через низькі мореплавні якості вони, як і монітори, використовувалися для берегової оборони.